# Haemaphysalis pospelovashtromae
Haemaphysalis pospelovashtromae este o specie de căpușe din genul Haemaphysalis, familia Ixodidae, descrisă de Harry Hoogstraal în anul 1966. Conform Catalogue of Life specia Haemaphysalis pospelovashtromae nu are subspecii cunoscute.